# George Burdett Ford
Pour les articles homonymes, voir Ford (homonymie).
 George Burdett Ford, né à Clinton, Massachusetts, le 24 juin 1879 et décédé à Lake Mahopac, New York le 15 août 1930 est un architecte et urbaniste américain.

## Biographie
Diplômé de Harvard en 1899 et du MIT en 1901 , il est venu compléter ses études aux Beaux-arts de Paris de 1903 à 1907.
Il est architecte et urbaniste chez George B. Post and Sons à New York de 1907 à 1917. En 1913, alors qu'il était employé par Post, il a créé Technical Advisory Corporation (TAC) avec l'ingénieur Ernest P. Goodrich, première firme privée d'experts-conseils en urbanisme aux États-Unis. Major de réserve de l'armée américaine et architecte conseil de la ville de New-York, Il devient consultant pour le War departement.

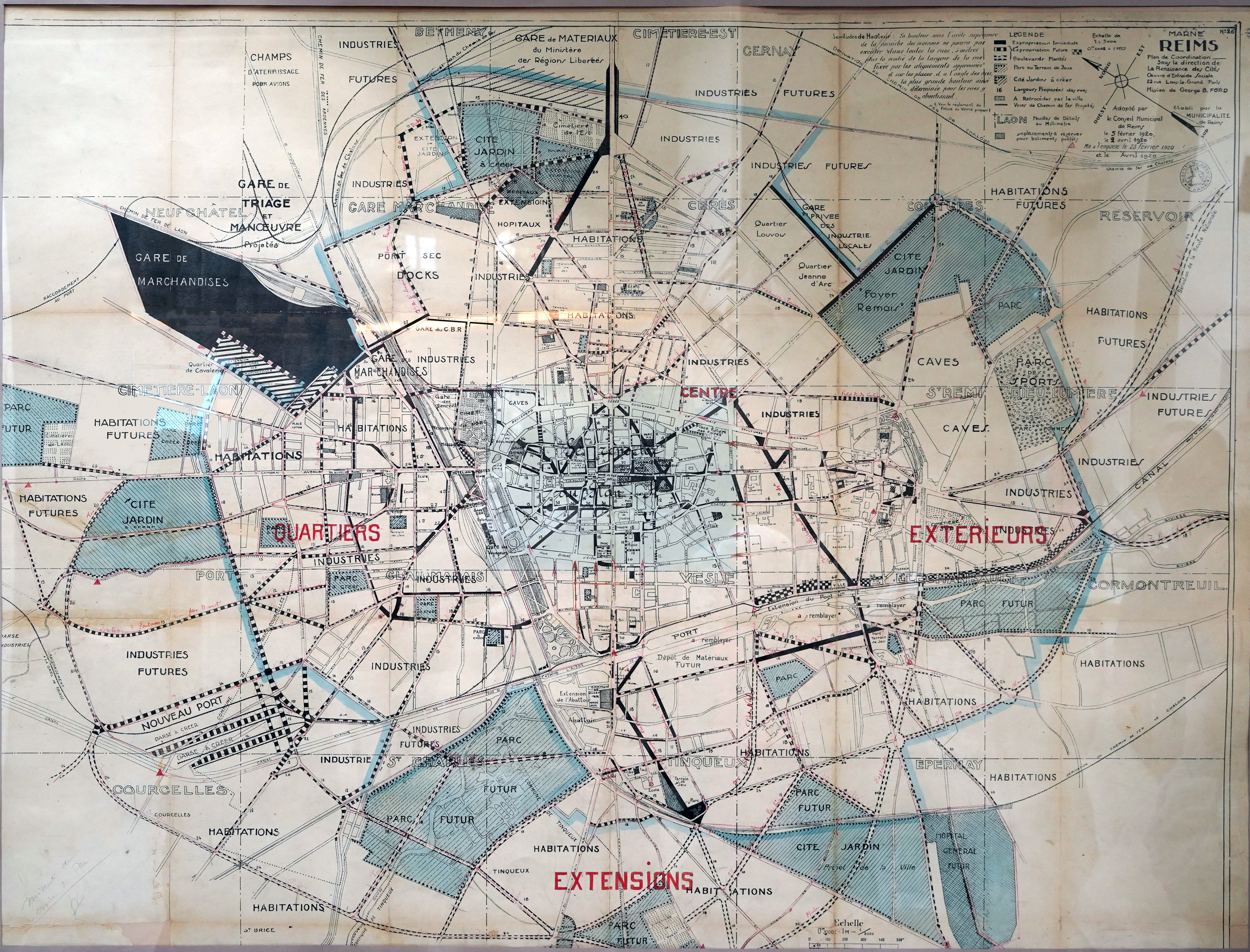
Plan Ford pour la reconstruction de Reims.

En mai 1918, il est représentant en France de la Croix-Rouge américaine et responsable pour la Croix-Rouge des reconstructions des zones de guerre en Europe. Il participe le 3 mai 1918 à une réunion, au Sénat, du groupe parlementaire des régions envahies à l’invitation de Léon Bourgeois.
Il travaille ensuite pour la Renaissance des cités sur les plans d'urbanisme de la reconstruction de Reims et de Soissons entre 1919 et 1920.
Le projet de Ford pour Reims est soumis à la Commission Supérieure qui en vertu de la loi Cornudet est chargée d'approuver les plans d’extension. Pour reconstruire la ville imaginée par Ford, neuve, moderne, salubre, opposant le pratique au beau, il eût fallu littéralement raser Reims. Le 23 mai 1920, Ernest Kalas, inspecteur des fouilles historiques de Reims, s'oppose au plan Ford en publiant une vive critique ; Le 29 mai cette commission le refuse et le renvoie à la municipalité de Reims.  André Hallays signe un article virulent à charge dans l'illustration du 5 juin 1920. L'ultime version du plan est finalement adoptée le 13 août 1920 et ne sera pas appliquée dans son ensemble. Seuls quelques axes, et les cités-jardins initialement prévues hors de l’hyper-centre, témoignent du caractère novateur du projet, et de sa vraie logique urbanistique.
En 1920 Ford est consultant pour la TH Russell Sage Foundation pour le développement du Plan régional de New York, il a servi en tant que conseiller à de nombreux organes directeurs municipaux et régionaux et a été le fondateur de la revue City Planning.
En 1923 il est de retour en Amérique et officie au T.A.C (Technical Advisory Corporation ) de New York. Il est aussi conseiller pour l'urbanisme de Manille en 1929 et enseignant à Harvard.

## Œuvres
- Aide-mémoire de l'urbaniste, éd. la Renaissance des cités, Paris, 1916.
- Out of the ruins...,  New York : Century Co, 1919.
- L'urbanisme en pratique ; Précis de l'urbanisme dans toute son extension ; Pratique comparée en Amérique et en Europe, Paris : E. Leroux, 1920. lire en ligne sur Gallica
- Development and present status of city planning in New York City, New York (N.Y.). Board of Estimate and Apportionme Plan.
- Building height, bulk, and form; how zoning can be used as a protection against uneconomic types of buildings on high-cost land, Cambridge, Harvard University Press, 1931.